# هوگن (دوره)
هوگن (به ژاپنی: 保元 Hōgen) نام یک عصر تاریخی ژاپنی (نِنگُو) بود. این عصر بعد از کیوجو و قبل از
هیجی قرار داشت و از آوریل ۱۱۵۶ تا آوریل ۱۱۵۹ میلادی به طول انجامید. در طی این عصر امپراتور گو شیراکاوا و امپراتور نیجو، امپراتور ژاپن بودند.